# Sinoadina racemosa
Sinoadina racemosa är en måreväxtart som först beskrevs av Philipp Franz von Siebold och Joseph Gerhard Zuccarini, och fick sitt nu gällande namn av Colin Ernest Ridsdale. Sinoadina racemosa ingår i släktet Sinoadina och familjen måreväxter. Inga underarter finns listade i Catalogue of Life.